# Pueblo árabe

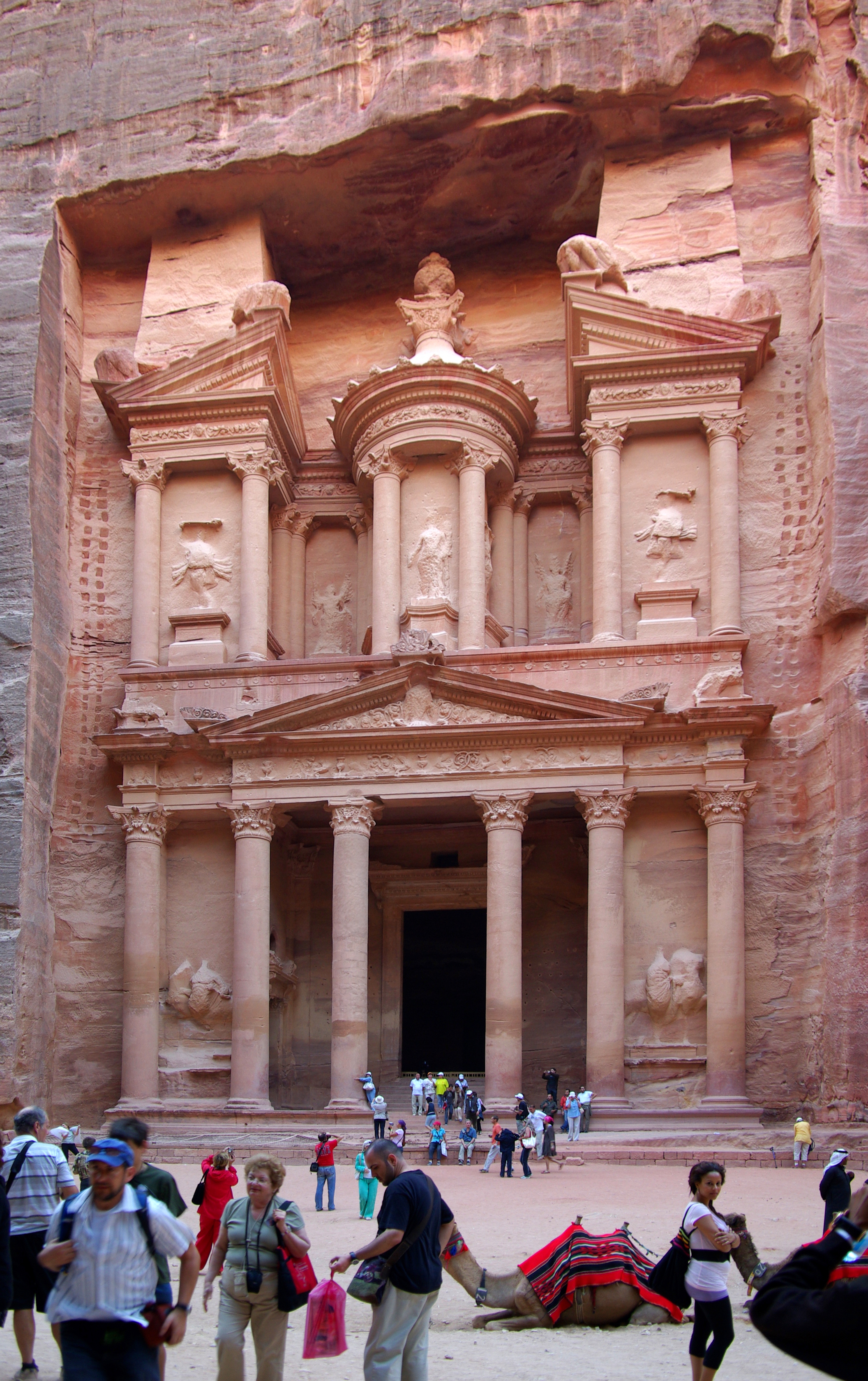
Ruinas de Petra, Jordania.

Un árabe (en árabe: عربي‎; transliteración: ʿarabī) también, pero en desuso, en castellano llamado "alarbe" (del árabe andalusí: alʿaráb, y este del árabe clásico: ʿarab, árabes), es originalmente una persona natural de la península arábiga y otros territorios circundantes de lengua árabe, o alguien de este origen.
Debido a la extensión de la lengua árabe por todo Oriente Medio y el norte de África a partir del siglo VIII, modernamente suelen considerarse árabes las personas que tienen como lengua materna el árabe, sea cual sea su origen o su religión, y por extensión los naturales de los llamados países árabes, aunque varios de estos cuentan con minorías étnicas de lengua no árabe.

## Origen

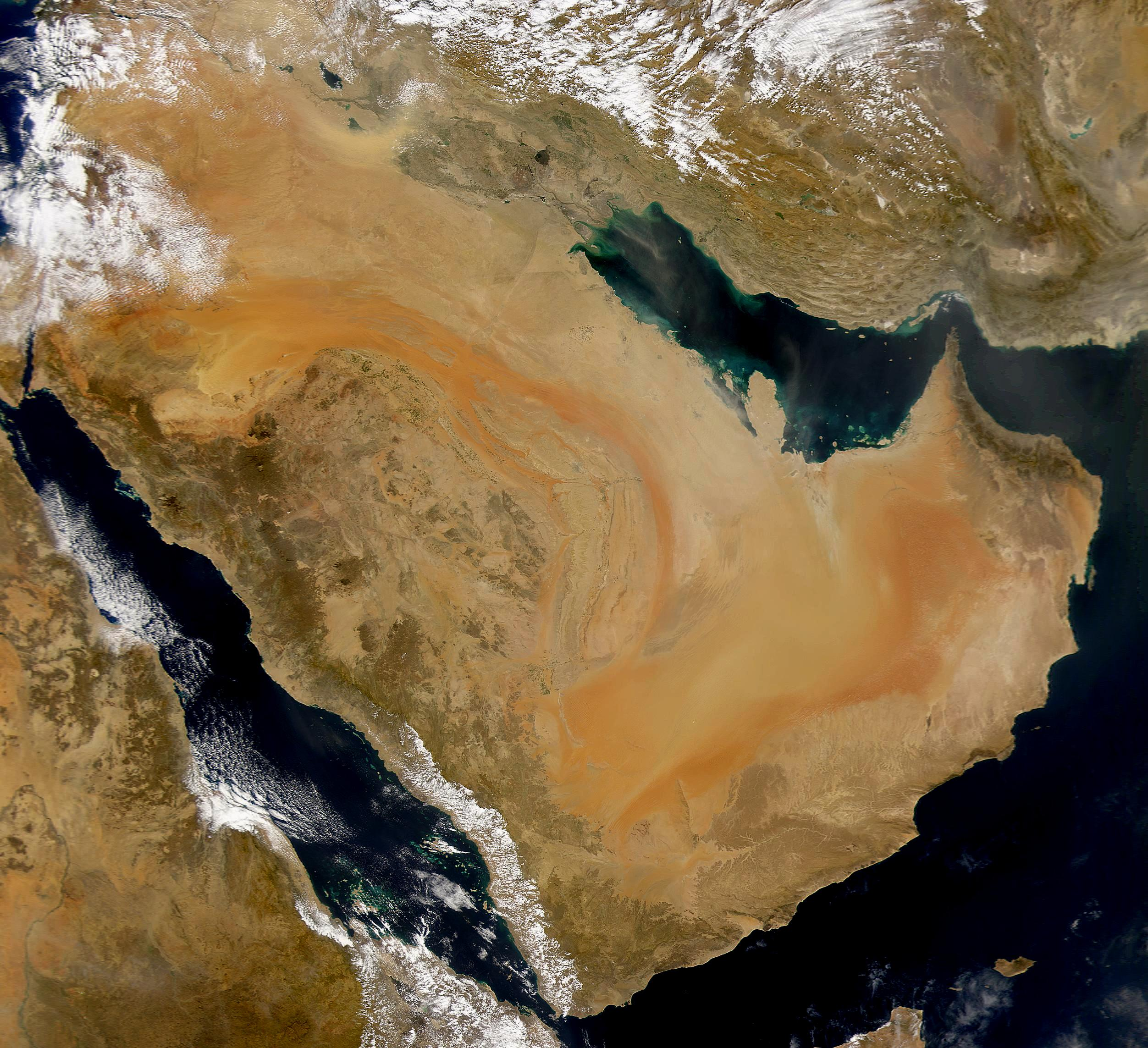
Una imagen de satélite de la Península Arábiga, la patria original de los árabes.

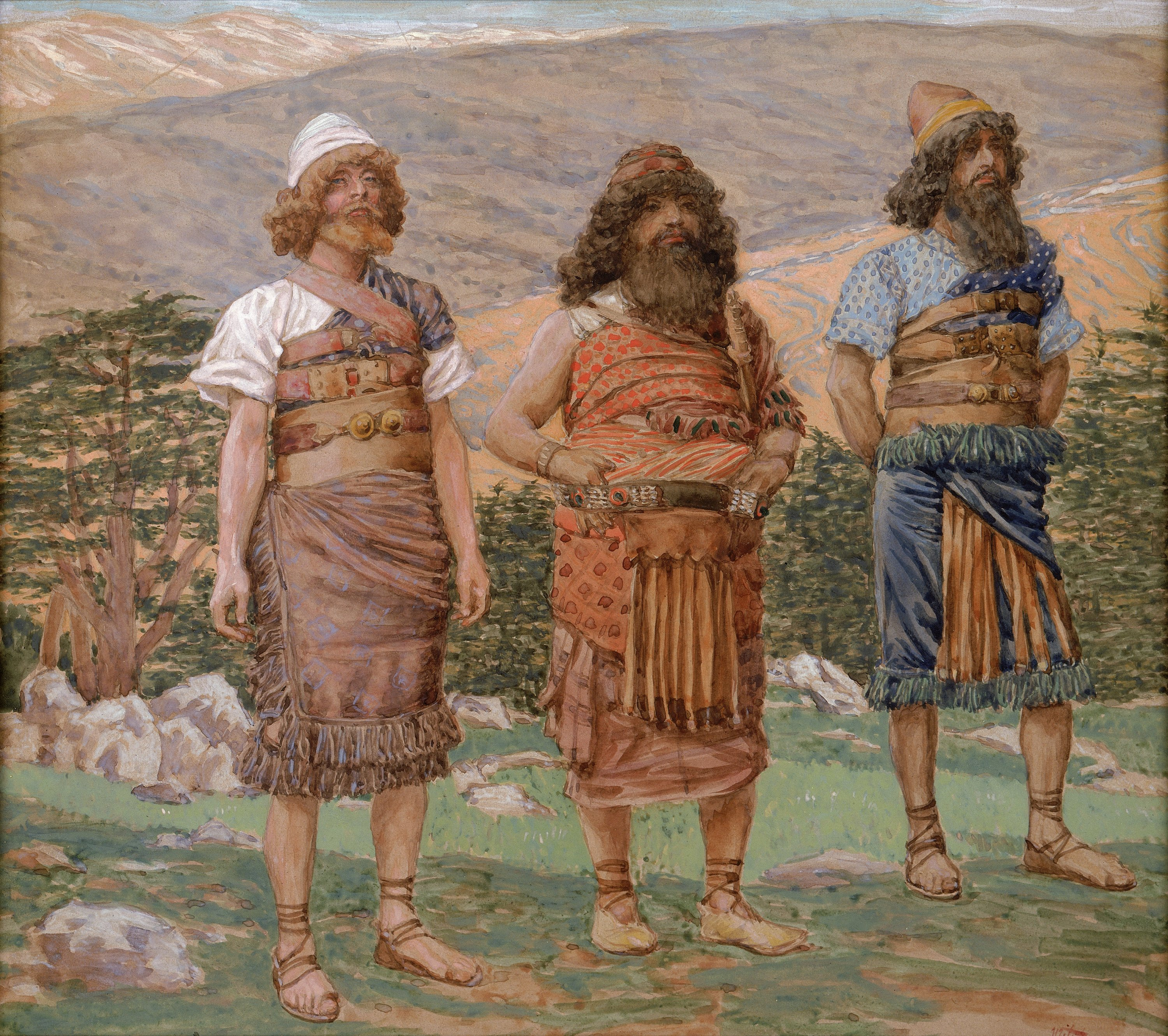
Los hijos de Noé, de derecha a izquierda: Japheth Abu Al-Rum, Ham Abu Al-Habash y Shem Abu Al-Arab, en un cuadro de James Tissot.

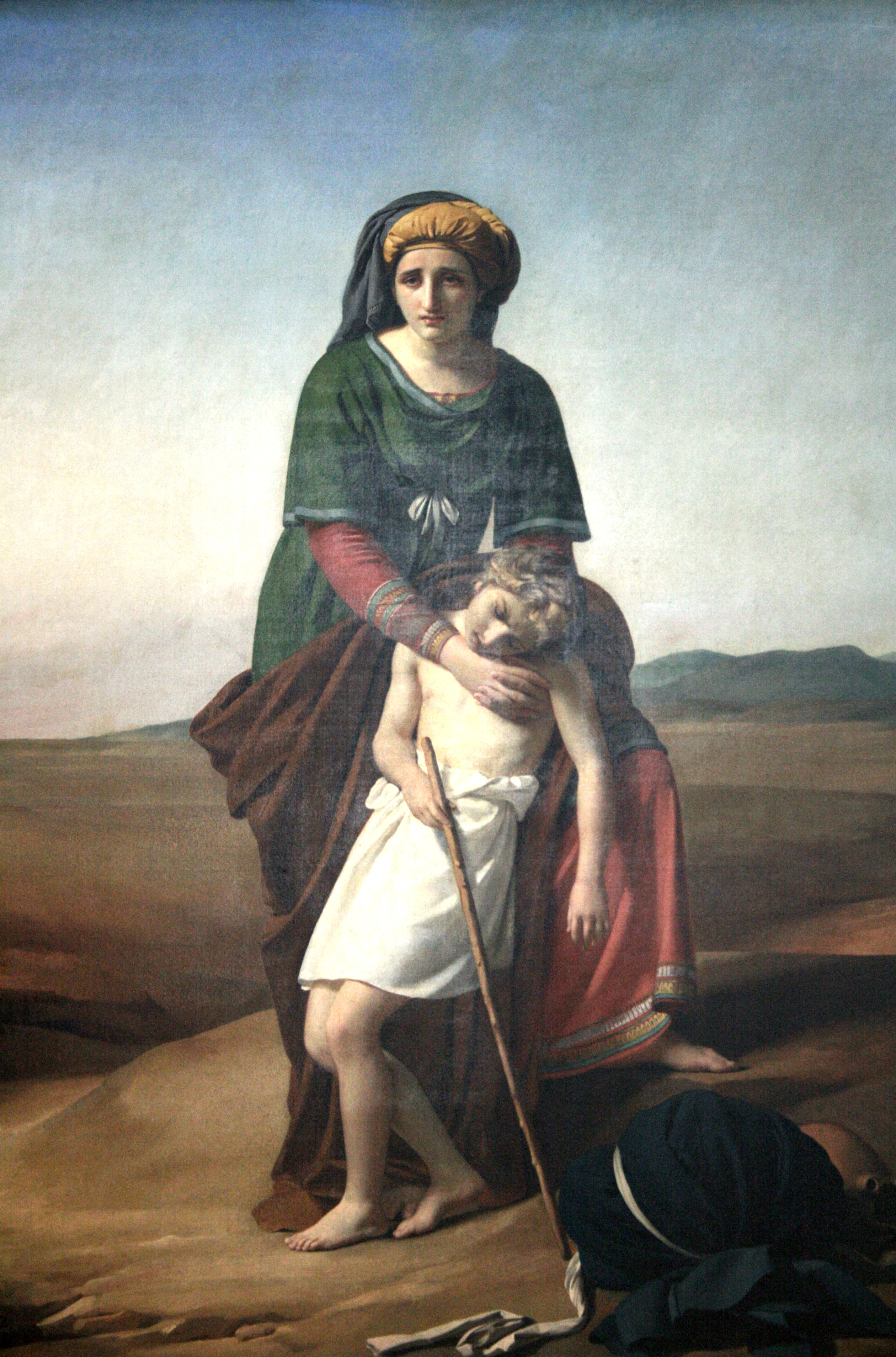
Un dibujo imaginativo del año 1820, del profeta Ismael y su madre Agar después de que salieron al desierto. Los árabes y los historiadores antiguos consideran que Ismail fue el primero en hablar árabe puro, cuando alcanzó la madurez.

Entre los árabes existe una gran diversidad de orígenes.
Según la Biblia (en la Torá) y el Corán, los árabes de la península de Arabia son los descendientes de Noé. La manutención del nombre de pila o el apellido es una parte importante de la cultura árabe y, por lo tanto, algunas líneas genealógicas pueden llegar a reclamar ser descendientes de Noé e incluso Adán.[cita requerida] Los primeros árabes de los que se tiene conocimiento documentado provenían de Petra, la antigua capital nabatea, en la actual Jordania.
Otros árabes, conocidos como árabes arabizados, incluyen a aquellos que viven en partes de la Mesopotamia histórica (conocida en árabe como Bayn Nahrain o “entre dos ríos”), del Oriente (Próximo y Medio), de las tierras bereberes, de las tierras de los moros (la antigua Mauretania), Egipto, Sudán y otras zonas de África.
El origen de los árabes se concentra en dos grandes grupos:
1. Los “al-‘Āriba” o de “origen puro”: Son los árabes que tradicionalmente se han considerado como descendientes de Noé a través de su hijo Sem, que engendró a Arfaxad, que engendró a Salaj, que engendró a Heber, que engendró a Joctán (Qahtan). De ahí que reciban el nombre de Joctanitas o Qahtanitas, cuyos ancestros más antiguos, desde el punto de vista histórico, son las tribus de sabeos del Yemen. Las familias nobles de árabes joctanitas pertenecientes a este grupo pueden ser reconocidas en tiempos modernos a través del apellido de su linaje: Alqahtani, Alokbi, Alharbi, Alzahrani, Alghamedey, Alansari o Ansar, Aldosari, Alkhoza'a, Morra, Alojman, Bani Qahtan, Bani Okba, Bani Harb, Bani Zahran, Bani Ghameda, etc. Las genealogías árabes adscriben los orígenes de los joctanitas a los pueblos árabes del sur que levantaron uno de los centros de civilización más antiguos en Oriente Próximo alrededor del 800 a. C. Estos grupos no hablaban ninguna de las formas primitivas del árabe, sino lenguas semíticas del sur tales como el sabeo, el mineo, el qatabánico o el hadramático.
2. Los "al-Mustaʻribah" o "árabes arabizados": El término "árabe arabizado" puede usarse en tres casos diferentes:

- Se usa para definir a los árabes considerados tradicionalmente como descendientes de Abraham a través de su hijo Ismael, y de este, su hijo Adad, por lo que son conocidos como "Adaditas". Define a los árabes que se establecieron en La Meca cuando Abraham tomó a su mujer egipcia Agar y a su hijo Ismael para conducirlos a dicha ciudad. Ismael creció junto a su madre Agar y la noble tribu árabe de "Jurhom", que abandonó Yemen para establecerse en La Meca tras el gran periodo de sequía que padeció Yemen por aquel tiempo. Ismael aprendió la lengua árabe y la habló con fluidez a lo largo de su vida. Esta es la razón principal por la que este grupo árabe es conocido como "arabizado". El profeta del islam, Mahoma, es descendiente de la tribu árabe adadita conocida como "Quraysh". Las familias de árabes adaditas, pertenecientes a este grupo, pueden ser reconocidas en tiempos modernos a través del apellido de su linaje: Alanazi,Altamimi, Almaleek, Bani Khaled, Bani Kolab etc.
- El término "árabe arabizado" es también usado para definir a las tribus árabes que hablaron otros idiomas afroasiáticos en tiempos primitivos.
- El mismo término "mustaʻriba" o "árabes arabizados" es usado también para definir a los árabes mestizos descendientes de los árabes puros con árabes del sur de Arabia.

Un reciente estudio genético publicado en el European Journal of Human Genetics in Nature (2019) ha demostrado que las poblaciones de Asia occidental (árabes), europeos, africanos del norte, asiáticos del sur (indios) y algunos asiáticos centrales están muy estrechamente relacionados entre sí, y se pueden distinguir de los africanos subsaharianos y de las poblaciones de Asia oriental.
El grupo genético de Eurasia Occidental ("West-Eurasians") incluye poblaciones de Europa, Medio Oriente, África del Norte y la mayor parte del sur de Asia. Históricamente, partes de Siberia y Asia Central también fueron habitadas por poblaciones de Eurasia occidental.

## Identidad árabe

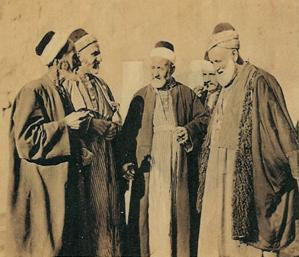
Hombres de Mardin, Imperio Otomano, finales del siglo XIX o principios del siglo XX.

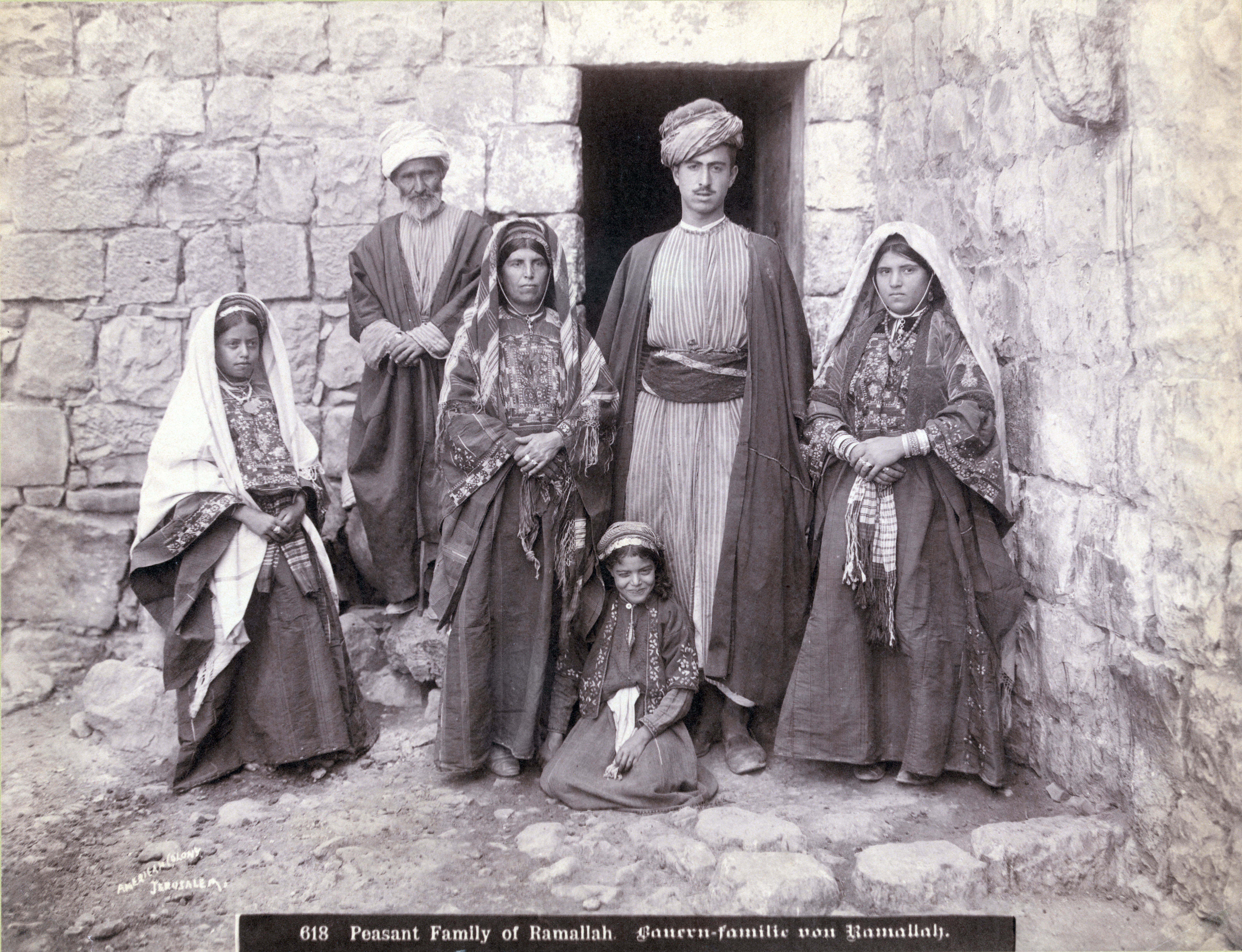
Familia árabe de Ramala, a principios del

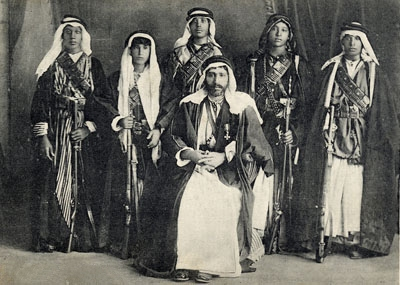
Tarjeta postal del Emir Mejhem ibn Meheid, jefe de la tribu Anaza cerca de Alepo con sus hijos después de ser condecorado con la Croix de Légion d'honneur el 20 de septiembre de 1920.

Un mapa ilustrativo que muestra la distribución del gen del Haplogrupo J según el linaje.

La identidad étnica de los árabes no debe confundirse con su adscripción religiosa, y es anterior a la aparición del islam, tal como se demuestra históricamente por la existencia de reinos árabes cristianos y de tribus árabes judías en la antigua Arabia y de Siria. Sin embargo, actualmente la gran mayoría de los árabes son musulmanes, con pequeñas minorías que siguen otras religiones, principalmente el cristianismo.
Por otra parte, los pueblos islamizados pero no arabizados, que constituyen el 80 % de la población musulmana mundial, no forman parte del mundo árabe, pero sí del mundo islámico, que es geográficamente mucho más extenso y diverso.
En la actualidad, la definición de quién es o no es árabe debe incluir uno o más de los tres criterios siguientes:
1. Criterio genealógico: los descendientes de las antiguas tribus de Arabia, habitantes iniciales de la península arábiga y de Siria. Esta definición fue muy empleada en la Edad Media, por ejemplo para Ibn Jaldún, que distingue a los Prolegómenos entre los árabes sedentarios que habían sido nómadas en el pasado y los árabes beduinos que todavía eran nómadas en el desierto. Utiliza la expresión "árabes exnómadas" para referirse a los musulmanes sedentarios, pero nombrándolos a continuación según la ciudad o el país donde vivían, es decir, Arabia Saudita, egipcios, hispanos o yemenitas.
Los genealogistas árabes medievales dividían los árabes en tres grupos:
- - "Antiguos árabes": tribus que habían desaparecido o que habían sido deshechas, como los A'ad y Thamud, a menudo citadas en el Corán como ejemplos del poder de Dios para destruir los pueblos impíos.
  - "Árabes arabizados" (musta ribah): los del centro y norte de Arabia, descendientes de Ismael, hijo de Abraham. El Libro de los Jubileos explica que los hijos de Ismael se mezclaron con los hijos de Cetura y Abraham, y que sus descendientes se llamaron "árabes" e "ismaelitas".
  - "Árabes puros": los del sur de Arabia, especialmente del Yemen, descendientes de Qahtan (muchos de ellos emigrados tras la destrucción de la toma de Marib), y sus rivales del norte, descendientes de Adnan.

El criterio genealógico, sin embargo, fue perdiendo fuerza a medida que pueblos distintos se iban identificando progresivamente como árabes.
2. Criterio lingüístico: los que hablan árabe como lengua materna, incluyendo cualquiera de sus variedades locales. Esta definición incluye a más de 300 millones de personas. Sin embargo, algunos grupos que cumplen este criterio rechazan llamarse árabes sobre la base de que no tienen ancestros árabes.
3. Criterio geopolítico: en el contexto del moderno nacionalismo, cualquier ciudadano de cualquier estado donde el árabe es el idioma oficial o uno de los idiomas oficiales, o que simplemente forma parte de la Liga Árabe (con lo cual el árabe es idioma oficial de ese país, aunque no lo hable la mayoría de la población). Esta definición también incluiría más de 300 millones de personas, pero es la más criticada y la más simplista de las tres. Es un criterio que excluye toda la diáspora árabe fuera del mundo árabe y en cambio incluye no solo a los que se consideran árabes sino también a poblaciones arabizadas que no se consideran árabes ellas mismas, como la mayoría de libaneses y de egipcios, tanto cristianos como musulmanes, y también minorías étnicas no arabizadas que han conservado sus propias lenguas, distintas del árabe, como los bereberes de Marruecos y de Argelia, los kurdos de Irak o los somalís, mayoritarios en Somalia, país no árabe y sin embargo miembro de la Liga Árabe.
La importancia relativa de cada uno de estos tres factores se ve de forma diversa según quien lo formule y a menudo hay discusiones. En general, la mayoría de los que se consideran a sí mismos árabes se basan en una superposición de las definiciones geopolítica y lingüística. Poca gente acepta una definición política de quién es árabe si no se trata al mismo tiempo de hablantes de árabe. Por ejemplo, son pocos los kurdos y los bereberes que se identifican como árabes, aunque algunos bereberes sí lo hacen. 
La Liga Árabe estableció en su declaración fundacional, en 1946, que era árabe "una persona que habla árabe, que vive en un país de lengua árabe, que simpatiza con las aspiraciones de los pueblos de lengua árabe,"(una curiosa combinación de definición lingüística y política).
Durante la época de la expansión musulmana, los siglos VII y VIII, los árabes crearon un gran imperio gobernado sucesivamente por los Raixidun, por los Omeyas y por los abasíes, cuyos límites tocaban Francia al oeste, China al este, el Asia Menor al norte, y Sudán al sur. Los árabes expandieron el Islam y su lengua, que es la lengua del Corán, mediante conversiones y asimilación cultural. Muchos grupos fueron conocidos como "árabes" a lo largo de este proceso de arabización, complementario de la conquista militar. Por tanto, con el tiempo, el término "árabe" se fue cargando de un significado más amplio que el de la etnia original: aparece un "árabe cultural" frente al "árabe étnico". El panarabismo proclama que los árabes comparten una misma historia, una misma cultura y una misma lengua. La consecuencia lógica de ello fue la reclamación de un Estado soberano donde quedaran agrupados todos los territorios árabes, pero el panarabismo debe competir a menudo con los nacionalismos locales, especialmente en Líbano, Siria, Irak y Egipto.
En la Edad Media, los cristianos de Italia y los cruzados, en general, preferían la palabra sarracenos para todos los musulmanes, sin distinción. Los cristianos de Hispania los llamaban moros, también sin distinción de origen, incluyendo los que vivían en la península ibérica, aunque este término designaba originariamente los habitantes del Magreb en la antigüedad.

## Lengua árabe

Distribución del árabe como única lengua oficial (verde) o junto con otras lenguas (azul).

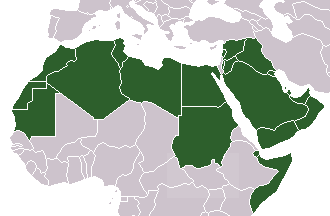
Dominio lingüístico del árabe.

La lengua árabe, el principal factor definitorio y unificador de los árabes, es una lengua semítica originaria de Arabia que este pueblo ha logrado expandir enormemente como primera o segunda lengua, y sobre todo como lengua litúrgica de todos los musulmanes, por Asia occidental y África del Norte. Esta expansión a través de tantos pueblos inicialmente no árabes resultó en su aculturación y, en algunos casos, dominación por parte de los árabes. La arabización, un movimiento lingüístico-cultural, ha ido ligado a menudo, pero no siempre, con la islamización, un movimiento religioso.
Con la expansión del islam en el siglo VII, el árabe clásico, la lengua en la que fue escrito el Corán, se convirtió en la lingua franca de toda la cuenca mediterránea. Fue en este periodo que la lengua y la cultura árabes se expandieron extensamente junto a la expansión del islam, tanto por las conquistas como por contacto cultural.
La lengua y la cultura árabes, sin embargo, tuvieron una primera expansión más reducida antes del Renacimiento islámico, desde el siglo II, por el oeste de Asia, con los árabes cristianos (las tribus gasánidas, que emigraron desde el norte de Arabia hacia el desierto de Siria y hacia la costa oriental del Mediterráneo —Palestina y Líbano—). Actualmente, entre un 7,1 % y un 10 % de los árabes son cristianos,[cita requerida] junto con otras minorías de la zona.

## Credos profesados por los árabes

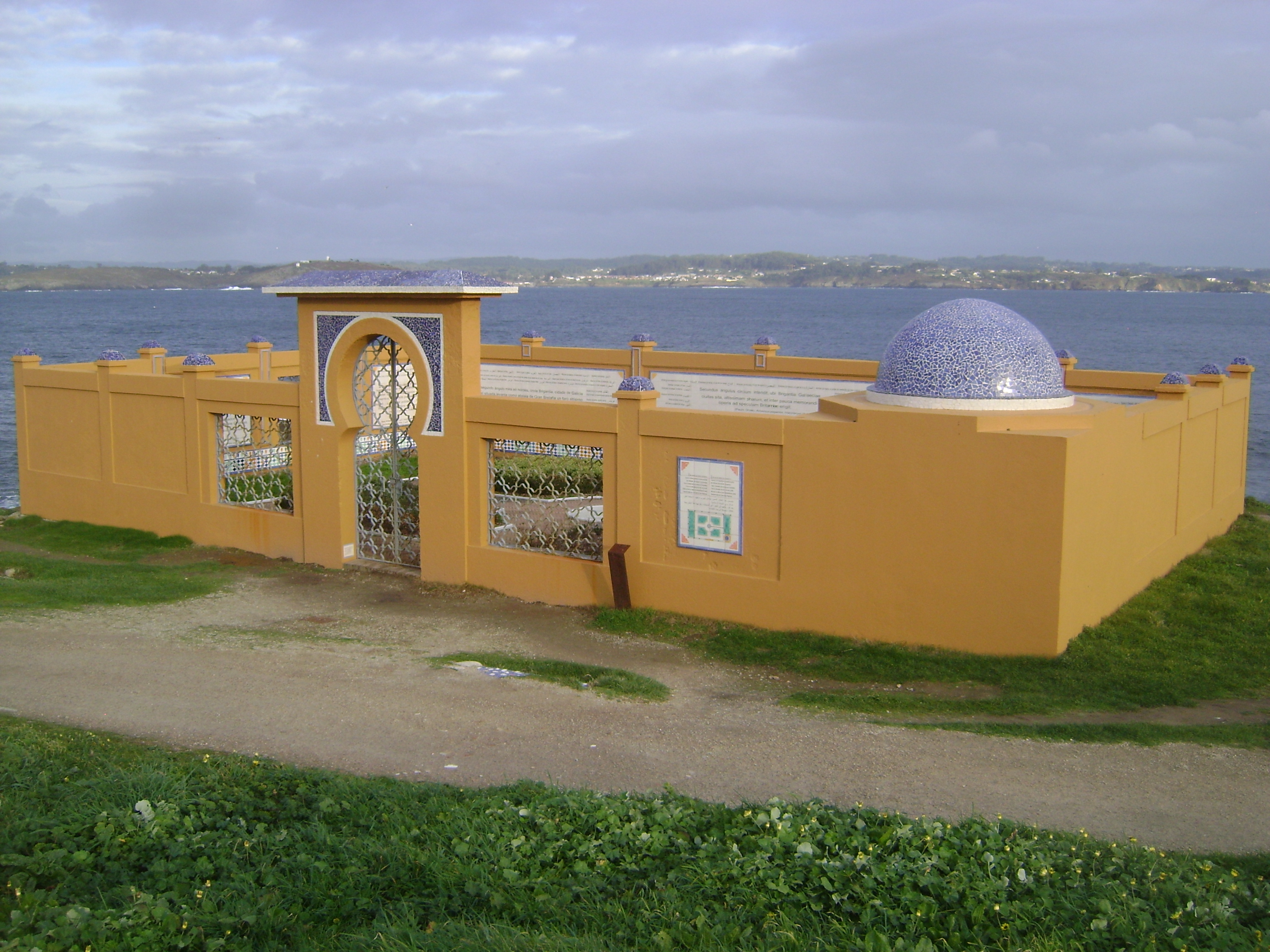
Antiguo cementerio musulmán en La Coruña, Galicia (España) donde fueron enterrados los combatientes moros del bando franquista.

Los árabes son mayoritariamente musulmanes, con una importante minoría cristiana y algunos árabes judíos. Las principales facciones de árabes musulmanes son: suníes, chiíes, ibadíes, alawitas, ismaelitas o drusos. Los drusos, con frecuencia, están considerados como una religión aparte del Islam. Los árabes cristianos son seguidores, por lo general, de alguna de las iglesias de oriente: coptos, maronitas, siriacos, griegos ortodoxos o griegos católicos.
Antes de la llegada del islam, la mayoría de los árabes profesaban una religión caracterizada por el culto a numerosas deidades, entre las que se encontraban Hubal, Wadd, Al-Lat, Manat y Uzza; mientras algunas tribus se habían convertido al cristianismo o al judaísmo y unos grupos reducidos, los "hanif", habían rechazado el politeísmo en favor de un poco definido monoteísmo. Los reinos árabes cristianos más destacados fueron el gasánida (sur de Siria) y el laquemeda (sur de Irak). Con la conversión de los reinos himyaritas (sur de Arabia) al judaísmo en las postrimerías del siglo IV d. C., la élite del otro reino árabe destacado, los kinditas (Arabia central), se convirtió en vasalla de los primeros, convirtiéndose aparentemente al judaísmo (al menos parcialmente). Con la expansión del islam, la mayoría de árabes se convirtieron rápidamente en musulmanes, y las tradiciones politeístas preislámicas desaparecieron.
Actualmente, la mayoría de los árabes son musulmanes. Los musulmanes suníes dominan en la mayoría de los territorios árabes, y abrumadoramente en el norte de África. Los musulmanes chiíes predominan en Baréin, el sur de Irak y las zonas adyacentes de Arabia Saudí, el sur de Líbano, partes de Siria, el norte del Yemen, el sur de Irán y en la región de Omán llamada al-Batinah. La pequeña comunidad drusa, perteneciente a una rama poco visible del islam, es también árabe.
Las estimaciones más fiables del número de árabes cristianos indican que actualmente, los cristianos suponen el 9,2 % de la población del Próximo Oriente. En Líbano alcanzan el 39 % de la población, en Siria suponen entre un 10 % y un 15 %, en Palestina un 3,8 % y en Israel, los árabes cristianos constituyen el 2,1 % del total (aproximadamente un 10 % de la población árabe israelí). En Egipto, constituyen el 6 % de la población. La mayoría de los árabes de América del Norte, América del Sur y Australia (sobre dos tercios) son árabes cristianos, procedentes particularmente de Siria, Palestina y Líbano.
Los judíos de los países árabes (principalmente mizrahíes y yemenitas) no están considerados actualmente como árabes. El sociólogo Philip Mendes afirma que antes de las acciones antijudías en los años 1930 y 1940, sobre todo los judíos iraquíes "se veían a sí mismos como árabes de fe judía más que como una raza o nacionalidad distinta". Antes de la aparición del término "mizrahí", el término "árabes judíos" (Yehudim ‘Áravim, יהודים ערבים) era a veces usado para describir a los judíos del mundo árabe. Ese término es raramente utilizado en la actualidad. Los pocos judíos que permanecen en los países árabes residen en Marruecos y Túnez. Entre finales de la década de los 40 y principios de la de los 60 del siglo XX, a partir de la creación del Estado de Israel, la mayoría de esos judíos abandonaron o fueron expulsados de sus países de nacimiento y se encuentran actualmente concentrados en Israel. Algunos emigraron también a Francia (donde forman la mayor comunidad judía, siendo superior al número del resto de judíos europeos), Alemania y otros pocos a los Estados Unidos.